# IC 4655
IC 4655 bezeichnet im Index-Katalog fünf bis sechs scheinbar dicht beieinander liegende Sterne im Sternbild Altar. Der Katalogeintrag geht auf eine Beobachtung des Astronomen DeLisle Stewart im  Juli 1899 zurück.